# La Encrucijada (Venezuela)
La Encrucijada es una localidad del estado Aragua de Venezuela en la que se ubica un famoso distribuidor vial, cruce de la carretera Troncal 1 (ARC o Autopista Regional del Centro), Troncal 2 o Carretera del Llano y estatal 1 o carretera panamericana en la ciudad de Turmero, en el mismo estado. Asimismo forma parte del área metropolitana de Maracay, capital del estado.
La Encrucijada es un punto estratégico ya que desde allí se puede ir a todas partes de Venezuela, como por ejemplo Carabobo, Miranda, Guárico, son los más próximos, y Cojedes, Apure, Estado Anzoátegui, Bolívar, Monagas, Amazonas, Falcón, Lara, y Yaracuy son los que le siguen.
Aquí están ubicadas importantes industrias como Empresas Polar y Alfonzo Rivas & Cía. 